# ディジュリドゥ
- ディジュリドゥ
- ディジリドゥ
- ディジェリドゥ
- ディジャリドゥ

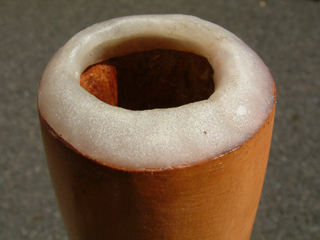
口の蜜蝋の部分

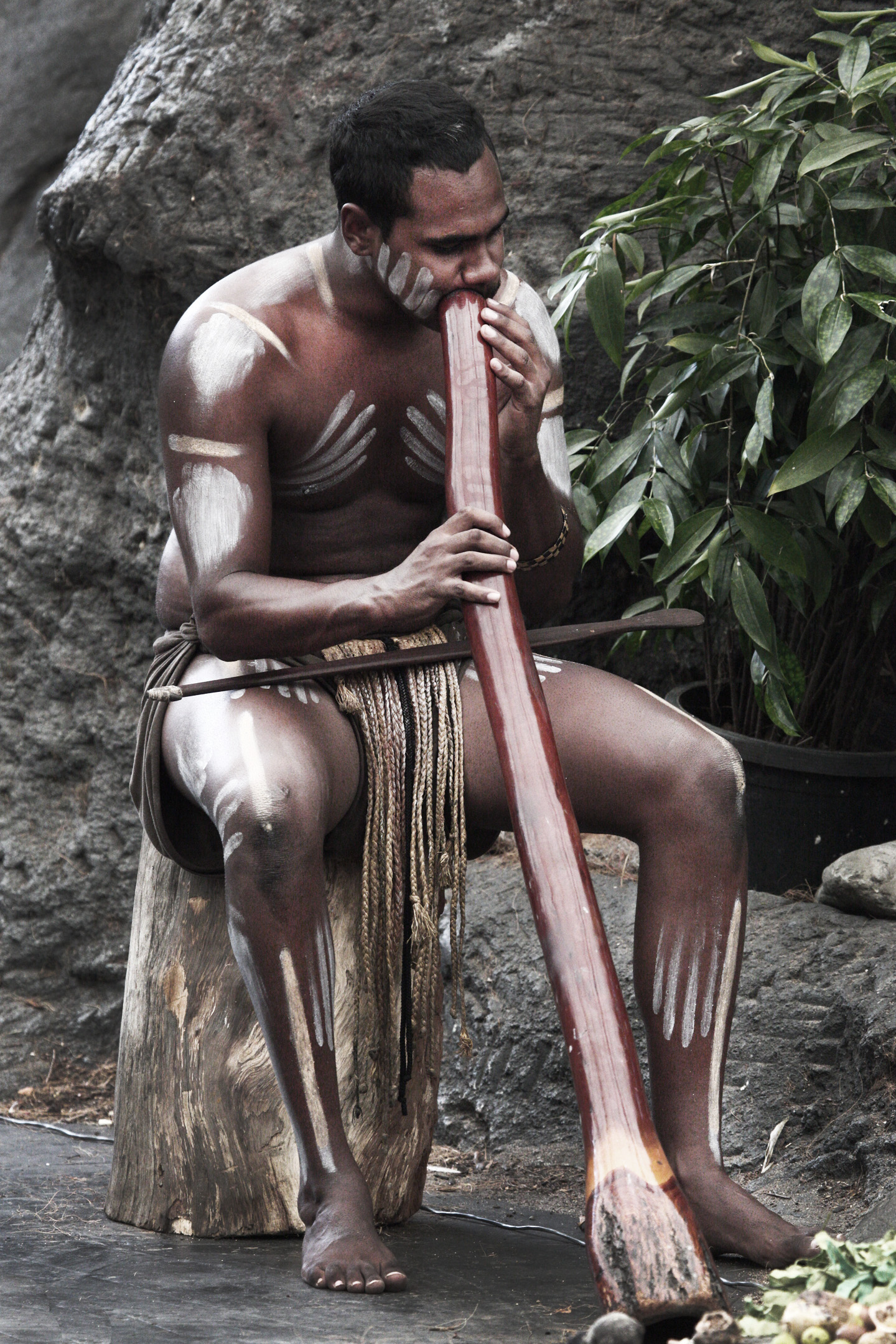
演奏の姿

ディジュリドゥ / ディジリドゥ / ディジェリドゥ / ディジャリドゥ（Didgeridoo, Didjeridu）とは、オーストラリア大陸の先住民アボリジニの金管楽器である。木製ではあるが発音原理から木管楽器ではなく金管楽器に分類される。

## 製法・構造
シロアリに食われて筒状になったユーカリの木から作られる。複雑多岐に渡る演奏方法・使用目的がある。その名を出したり、楽器を見ることさえ禁じられており、特殊な儀礼に使われる特殊なディジュリドゥもある。
原材料のユーカリには数百種があり、その中でもシロアリが好んで食べるものは特定の数種に限られる。通常は自然の状態でシロアリに食べられたユーカリから作られる。アリの巣そのものにユーカリの木を刺し込み、少し穴の開いた木にシロアリを入れて口を塞いで強制的に食べさせるといった製法も存在している。その後、1ｍから2ｍに切り、表皮を削り口当ての部分に蜜蝋（ビーズ・ワックス）などを塗り、表面には岩を砕いた顔料でアボリジナル・ペインティングを施す。
太さ、管の内径、長さなどは不定で、部族やクラン（言語グループ）によってその形状と音色は異なっている。長さは80センチメートルから2メートルを超えるものまで幅広い。表面はウレタン樹脂などでコーティングしただけの木肌ままのものや、塗装が施されているものもある。吹き口は幹の細い方を蜜蝋で加工して作る。
現在では原材料も多種多様となり、竹、チーク、リュウゼツラン、PVC、FRPといったものも販売されている。また2017年には、静岡県沼津市戸田地区の地域おこし協力隊が、地元の特産品であるタカアシガニの殻を素材とした「タカアシガニリドゥ」という楽器を製作している。

## 演奏方法
音を出す方法は、管の一端に口を当てて唇の振動などを利用するもので、口当てに口を付け、息を吹き込みながら唇を震わせ、口や筒の中に共鳴させることで、音を発生させる。
金管楽器のトロンボーン、チューバ等にも似るが、その複雑な演奏方法は他に類を見ない。通常、循環呼吸が使われる。

## ディジュリドゥとアボリジニ
アボリジニは1000年以上前にディジュリドゥを作ったとされ、実際には文献が存在しないので証明が不可能ながら「世界最古の管楽器」の一つではないかと言われる。主に宗教儀式やヒーリングのために演奏していたと考えられている。現在では様々な地域で演奏されるが、伝統的にディジュリドゥが伝わる地域はオーストラリアでも北部に集中しており、クイーンズランド州、西オーストラリア州の北部とノーザンテリトリーのアーネムランドのみである。
元々は、アボリジニが昔から精霊と交信するための祭儀で使用していたもので、神聖な楽器として大事に扱われていた。
ディジュリドゥという名は、オーストラリアに入植した白人がその音を聞いて「ディジュリドゥ」と聞こえたことによって付けられた。20世紀に入ってからのことである。アボリジナル自身はそれぞれの言語グループの言葉で、例えばアーネムランド内でも南西の方では「Mago（マゴ）」、北東では「Yidaki（イダキ）」、クィーンズランド州北部では「Yigi Yigi（イギイギ）」などと呼ぶ。ちなみに、日本に出回っているディジュリドゥの多くはイダキである。

## 性別に関する慣習
アーネムランドのアボリジニの間では、ディジュリドゥは儀礼的・宗教的な場面においては男性の楽器とされている。これらの公式な儀礼（星まつりの儀礼、葬送の儀礼、成人儀礼、コロボリーなど）では、演奏者は成人男性に限定される。
ただし、日常生活といった私的・非宗教的な場面においては、女性がディジュリドゥに触れたり演奏したりすることは禁じられていない。実際には、女性は一般的にこの楽器にあまり興味を示さないが、関心を持つ女性が楽しむことを誰も問題視しないというのが実情である。
重要な点として、「女性は演奏してはならない」「女性が吹くと妊娠する／不妊になる」「女性は触れてはいけない」といった厳格な性別タブーは、ディジュリドゥが本来の文化要素であるアーネムランドでは世俗空間において存在しない。むしろ、これらのタブーは南東部の都市に居住するアボリジニや非アボリジニ（「白人」）によって強調される傾向があり、本来の文化圏の外で作られた／誇張された概念である可能性が高い。
このように、ディジュリドゥをめぐる性別に関する慣習は、文脈（儀礼的か日常的か）だけでなく、地域（本来の文化圏か都市部か）によっても大きく異なることに注意が必要である。

## 奏者・バンド
イギリスの音楽バンド「ジャミロクワイ」はバンドメンバーにディジュリドゥ奏者ウォリス・ブキャナンが在籍していた事があり、以下のアルバムはディジュリドゥを使用した楽曲を多数含んでいる。このうち「トラベリング・ウィズアウト・ムービング」は全世界で800万枚売上げ、世界一売れたファンクアルバムとしてギネス登録されている。
1. 1993年 『エマージェンシー・オン・プラネット・アース』 - Emergency on Planet Earth
2. 1994年 『リターン・オブ・ザ・スペース・カウボーイ』 - The Return of the Space Cowboy
3. 1996年 『トラベリング・ウィズアウト・ムービング 』 - Travelling Without Moving
4. 1999年 『シンクロナイズド』 - Synkronized